# Stafford (famiglia)

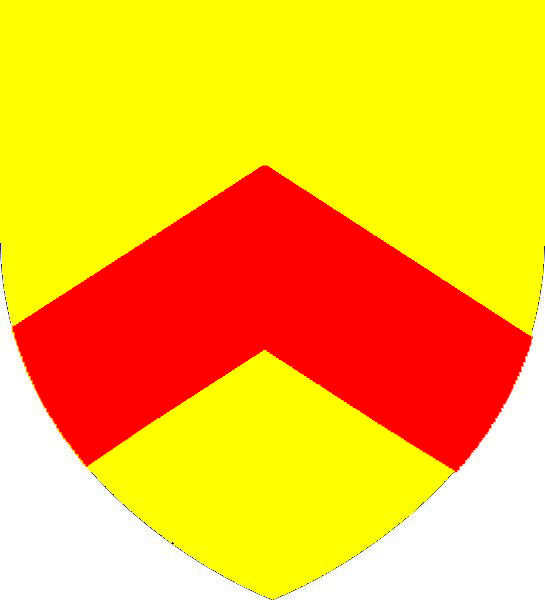
Stemma della famiglia Stafford

La famiglia Stafford fu una nobile famiglia inglese di origine normanna.
Il primo membro della famiglia che abitò ed ebbe proprietà in Inghilterra fu Robert de Toeni (c. 1036–1088) conosciuto anche col nome di Robert de Stafford. A lui Guglielmo il Conquistatore conferì intorno al 1070 il castello di Stafford, posto in posizione strategica, perché controllasse l'ostile e ribelle comunità anglosassone.
Il primo figlio maschio di Robert fu Nicholas de Stafford, sceriffo di Staffordshi e signore feudale sotto Enrico I d'Inghilterra, fu il capostipite dei baroni di Stafford e poi dei conti di Stafford.
Humphrey, figlio di Edmund Stafford, V conte di Stafford, riuscì a divenire il primo duca di Buckingham, oltre che uno dei maggiori proprietari terrieri del regno. Trasmise il titolo al nipote Henry il quale a sua volta lo trasmise al figlio Edward.
Un figlio cadetto del primo duca, John, divenne il primo conte di Wiltshire e trasmise la contea al figlio e poi al cugino Henry Stafford che morì senza figli e fece estinguere il titolo.
Essendo parenti prossimi dei reali d'Inghilterra (sia Humphrey Stafford che sua moglie Anne di Gloucester discendevano da Edoardo III d'Inghilterra), gli Stafford vennero facilmente coinvolti in complotti volti a scalzare il re dal trono ed alcuni membri della famiglia vennero imprigionati nella Torre e giustiziati per tradimento.
Dopo l'esecuzione di Edward, il ducato si estinse e i suoi discendenti ebbero il semplice titolo di Baroni Stafford. L'ultimo barone fu Roger Stafford, VI barone Stafford con la cui morte nel 1640 senza eredi il titolo si estinse.